# Denis Ponté

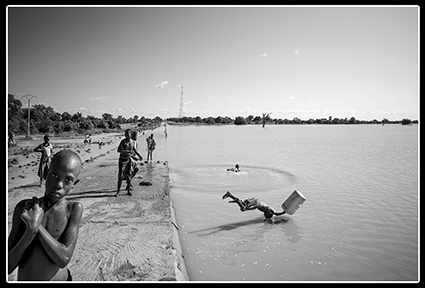
Sur la route...

Denis Ponté, né à Genève en 1964, est un photographe hispano-suisse contemporain.

## Biographie

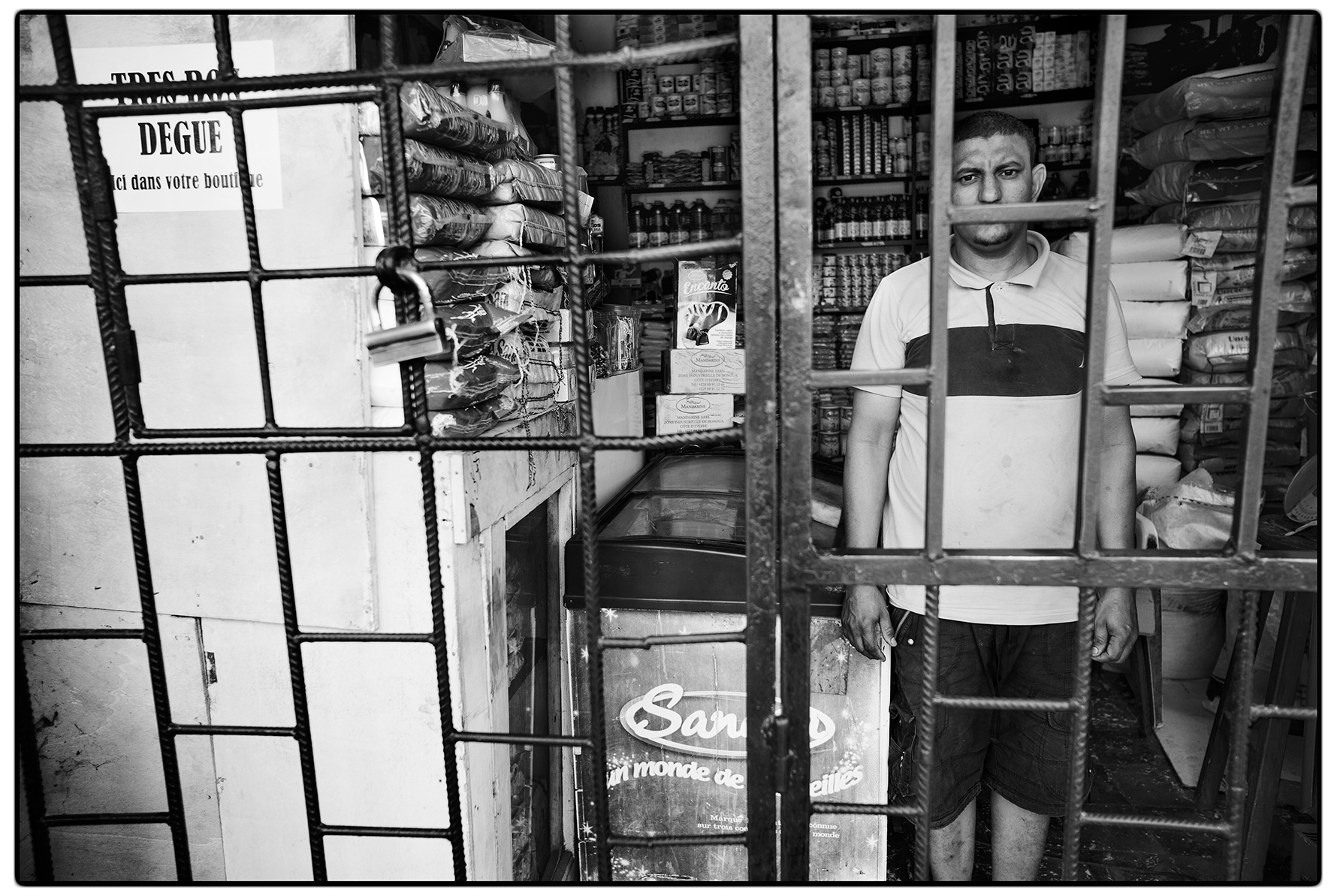
Boutiquier de Marcory, Abidjan, Côte d'Ivoire

Diplômé (CFC) avec un premier prix de l'école de Photographie de Vevey (Suisse) en 1992, il réalisera des reportages en Amérique du Sud, entre autres pour Terre des Hommes, Genève, Suisse, en Roumanie pour la Croix-Rouge genevoise (reportage orphelinat, "Casa de Copii" Perisoru, Roumanie 1995), "Histoires de vivre" sur le thème du Sida, au Mozambique pour l'UOSSM...
En 1994, il réalise un travail sur les sans-abri qui est publié par la Coalition for the Homeless (depuis 1994 ses images sont publiées régulièrement sur l'annualreport), et qui lui permet de publier son premier ouvrage Left for Dead. Il est suivi par Au bord du monde, un travail sur le quart-monde genevois.
Il obtient deux années consécutives un troisième prix au concours international de la photographie Nikon au Japon (1995-1994 et 1992-1993). Il publie ses travaux dans différents journaux suisses (Tribune de Genève, Journal La Suisse, Magazine L'Illustré, Photovidéo Expert, etc.). En 2010, il enseigne la photographie numérique pour les activités culturelles de l'Université de Genève avec Infolipo et exerce comme photographe indépendant.
Son travail est presque essentiellement en noir et blanc, il pratique beaucoup le portrait à la chambre sur Polaroid négatif, réalise beaucoup d'images anaglyphes.
Photographe dont l’engagement s’est manifesté dans plusieurs ouvrages (Left for dead, Au bord du monde, Histoire de vivre, face à elle, Homo artifex). Cet engagement, à la fois artistique et social, marque une indépendance d’esprit reconnue et une éthique, liée à la responsabilité de son travail, ainsi qu’à la liberté de créer sans insertion dans un cadre économique contraignant et hors de toute affiliation institutionnelle qui seraient à même de réduire ses exigences. Cette attitude a son prix et force l’admiration. Ces divers aspects en font un artiste dont le talent a été souligné, notamment lorsque ses images ont pour objet le portrait ou l’environnement naturel et social. Ce talent n’en fait pas du tout un portraitiste spécialisé auquel on recourt ou un photographe dont les images sont convenues. Il faut peu de mots pour désigner ce talent : un don qui sait capter le surgissement à l’instant propice, c’est-à-dire à cet instant inattendu que nous attendons toujours et que nous attendrons encore longtemps dès lors que la fugacité de l’impression nous est apparue et réapparue.

## Concours
- 1995 – 1994 : Troisième prix du concours international de la photographie Nikon au Japon[18]
- 1993 - 1992 : Troisième prix de la catégorie noir et blanc du concours, international de la photographie Nikon au Japon[19]

## Enseignement
- 2021 - 2025 Reportage photographique pour sensibiliser le public sur les discriminations, Université de Genève, Suisse
- 2018 - 2024 Certificat d'études visuelles, Université de Genève, Suisse
- 2016 - 2024 Workshop « portraits parlés » (portraits studio) Egypte, Suisse, Côte D’Ivoire, Burkina Faso, Grèce, Espagne,  Allemagne, Maroc
- 2015 INAFAC (école d’art), Ouagadougou, Burkina Faso enseignement de la photographie
- 2005 - 2025 Cours de Photographie, Activités Culturelles Université de Genève, Suisse

## Membre fondateur
- 2004 - 2025 Editions Place-Neuve
- 2014 Association BDAO
- 2002 - 2011 SFNet, Genève, réseau citoyen
- 1993-1995 Faits Divers, Genève, galerie d’art contemporain

Membre
- 2005-2025 Infolipo – Arts et littérature informatiques

## Expositions
- 2026 "Cataracte", Fondation Le Quadratin, Sottens, CH et à Galerie | s, Cully, CH
- 2025 "Cataracte", Fundacìon Bancaja, Casa de Cultura Capellà Pallarés de Sagunt, Valencia, Espagne
- 2024 "Cataracte" - 2ème acte - Portraits, Bains des Pâquis, Genève
- 2024 "Retratos Hablados ", Alcoi, Valencia, Espagne
- 2024 "Cataracte", Leica Galerie, Genève
- 2023 "Retratos Hablados ", Centro Cívico Antiguo Sanatorio. Puerto de Sagunto, Espagne
- 2023 "Portraits parlés", Bains des Pâquis, Genève
- 2023 "Mozambique 2023, Cataract Campaign", projection au Festival ON/OFF, Arles
- 2023 "Retratos Hablados", Caixa Popular, Valencia, Espagne
- 2022 "La Vida Nómada", galerie Fundación La Posta, Valencia, Espagne
- 2021 "Homo artifex", Fundación Bancaja, Casa de Cultura Capellà Pallarés de Sagunt, Valencia, Espagne
- 2021 "Homo artifex", Leica Store Genève, Suisse
- 2021 "Homo artifex", aux Bains des Pâquis à Genève, Suisse
- 2021 "Homo artifex", avec Redida, Sion, Suisse
- 2019 "De cara a ellas", galerie Fundación La Posta, Valencia, Espagne
- 2018 "Visages africains", galerie Tunnel, Carouge, Genève, Suisse
- 2018 "Portraits parlés", GRPS, Boutique-Hôtel, Martigny, Valais, Suisse
- 2017 "Jean Mohr, Tours Et Détours Du Théâtre Saint-Gervais (1995-2003)" Mise en espace, Théâtre de Saint-Gervais à Genève, Suisse
- 2016 "I Understand. Do you? - أنا أفهمكم. هل تفهمونني؟.", Medrar art space et le long des murs extérieur du Bureau de l' Ambassade de la Coopération internationale à Garden City, Caire, Egypte
- 2015 "face à elle" Théâtre de Saint-Gervais à Genève, Suisse
- 2015 "face à elle" ICAM de l'Olivier à Genève, Suisse
- 2015 "face à elle" Bains des Paquis, Poésie aux Bains à Genève, Suisse
- 2011 "Art Print" Galerie Marendaz, 29 rue de la Coulouvrenière, Genève, Suisse
- 1998 "Polaroïd Act I" & "Histoires de vivre" galerie Krisal à Genève, Suisse, "Polaroïd Act I" com_x_change'98 à Bale & image 98 à Vevey / multimédia
- 1995 "Casa de copii" Bibliothèque Municipale de la Cité à Genève, Suisse pour la Croix-Rouge genevoise
- 1996 - 1995 "Au bord du monde" Musée International de la Croix-Rouge à Genève, Suisse
- 1995 "Laissé pour mort" Bibliothèque Municipale de la Cité à Genève, Suisse
- 1994 "Esperanza" UNI II à Genève, en soutien à Terre des Hommes et à l'École d'Études Sociales de Lausanne
- 1993 "Passé décomposé" Musée Jean Tua à Genève, Suisse
- 1993 "Cadavre exquis" galerie Europa à Genève, Suisse
- 1992 "Formes génératrices" avec le groupement "faits divers" à la SIP à Genève, Suisse
- 1991 "Maine" galerie Europa à Genève, Suisse
- 1990 "Contraste" Villa du Jardin Alpin à Meyrin, Suisse
- 1988 "Première rencontre" galerie Focale O à Nyon, Suisse

## Publications

### Ouvrages
- Cataracte, Éditions Slatkine, Suisse, 2025
- Homo artifex, Éditions Place-Neuve, Genève, Suisse, 2021
- L'Afrique sans oeilleres, Suisse, Blog Leica, mai 2018 (lire en ligne)
- face à elle, Éditions Favre SA, Lausanne, Suisse, 2015
- Magazine de la Croix-Rouge genevoise, juin 2014 (numéro spécial), reportages
- 150 ans de passion humanitaire La Croix-Rouge genevoise de 1864 à 2014, éditions Stalkine (pages 79 & 130), Genève 2014
- La Lunette", no 3 septembre 2003, Bordeaux, 2003
- Présentation de Palexpo, cédérom, Genève, Suisse, 1999
- Le chalet dans tous ses états, cédérom, Édition Georg, Genève, 1999
- MAI DIRE M.A.I., Gruppo Verdi al Parlamento Europe, Italie, 1998
- Histoires de vivre, Wesakeditions, Italie, 1998
- Polaroid Act I, cédérom, Édition Deponence, Genève, Suisse, 1998"
- Nikon Photo Contest International 1994-95, Japon, 1995
- Au bord du monde, Genève, Éditions Abra, 1995 (lire en ligne)
- Left For Dead, Genève, Éditions Olizane, 1994 (lire en ligne)
- Nikon Photo Contest International 1992-93, Japon, 1993
- Coalition for the Homeless Annual Report, New-York, 1993

### Film
- Homo artifex, 62 min, 2020, réalisateur Denis Ponté, production Place-Neuve, Genève, Suisse, 2020.
- Tant qu'on se croise on s'aime, 33 min, 2002, réalisateur Serge Desarnaulds, Photographe Denis Ponté.

### Publications d'art
- 2008 Bernadette Babel, peinture, dessin, Genève
- 2004 "Genève - Oser Paraître" Éditions Place-Neuve, Genève, octobre 2004
- 1999	"Le chalet dans tous ses états" Édition Georg, Genève
- 1995 "Gustave Castan" et "Firmin Massot" Éditions Chênoises
- 1995 "BGT 95" Estampes Philippe Begert
- 1994 "1988-1992 Fonds De Décoration Et D’art Visuel De L’État De Genève"
- 1992 "Les pommes" hommage à Pierre Saxod Éditions Patrick Cramer